# Night Watchman
Night Watchman (NW) fue uno de los primeros sistemas de radar instalados en los accesos al puerto de Halifax en julio de 1940. Utilizado en un emplazamiento fijo, vigilaba a los barcos o submarinos que intentaban ingresar al área del puerto. Fue el primer radar de diseño canadiense y el primer radar de cualquier tipo que se utilizó operativamente en América del Norte. Se construyó una segunda unidad para su uso en los Estados Unidos.

## Historia
A principios de 1939, el gobierno británico invitó a equipos de Canadá, Australia, Nueva Zelanda y Sudáfrica a visitar el Reino Unido para recibir información sobre los desarrollos del radar, que en ese momento eran sumamente secretos. En septiembre, con el inicio de la Segunda Guerra Mundial, la Rama de Radio del Consejo Nacional de Investigación de Canadá (NRC) comenzó estudios de bajo nivel del concepto utilizando la electrónica de un sistema de radioaltímetro construido en EE. UU. También comenzaron a establecer contactos con las diversas ramas militares sobre posibles aplicaciones.
Una seria preocupación era que los buques de guerra enemigos, especialmente los U-Boote, pudieran ingresar al puerto de Halifax por la noche. La entrada es lo suficientemente ancha como para dificultar la detección visual, especialmente en condiciones de niebla. La solución inicial fue tender un cable eléctrico en bucle a través de la entrada del puerto. Cuando pasaba un barco, sus propiedades magnéticas cambiarían la corriente que fluye en el cable, lo que podría detectarse utilizando medidores convencionales. Estas lecturas fueron fugaces y ruidosas, lo que hizo que la detección fuera en gran medida una cuestión de suerte.
En marzo de 1940, Es probable que Merklinger se esté refiriendo a los experimentos anteriores. la Marina Real Canadiense le preguntó a la NRC si podían desarrollar un sistema que suplantara al detector de cable. La NRC respondió adaptando un transmisor de VHF de 1 kW con receptor acoplado, con emisión y recepción en dos antenas de cartelera acopladas. El receptor, un superheterodino, envió su salida a 5 pulgadas (12,7 cm) tubo de rayos catódicos con la temporización ajustada a un rango máximo fijo de 10 000 yardas (9144,0 m).
El sistema estaba funcionando en el laboratorio en junio de 1940 y se trasladó a Herring Cove, justo al sur de Halifax, en julio. Tres habilitaciones navales fueron entrenadas en su operación y lo operaron en turnos. No hubo ningún tipo de alarma u otra indicación, los operadores tenían que mirar la pantalla las 24 horas del día, los 7 días de la semana. En este lugar, el canal comienza a unas 0,25 millas (0,4 km) mar adentro desde la ubicación del radar, y la costa lejana está 2,5 millas (4 km) de distancia, por lo que los objetivos aparecían en el lado «cerca» de la pantalla. Nueve meses después, en la primavera de 1941, se instaló un receptor mejorado de tres etapas. Aunque el rango no cambió, el receptor era más sensible y proporcionaba una detección mucho mejor cerca del rango máximo de la pantalla.
Night Watchman fue el primer radar en uso operativo en América del Norte. Esto llamó la atención de EE. UU., y se construyó una segunda unidad para el Cuerpo de Señales del Ejército de los Estados Unidos en diciembre de 1940. Esta unidad fue construida por hombres de Research Enterprises Limited (REL) en Toronto que habían sido enviados a la NRC en Ottawa para aprender técnicas de radio. También construyeron un tercer plató al mismo tiempo, que se utilizó como copia de seguridad en caliente del plató original en Halifax. No se registra dónde se utilizó el conjunto con destino a EE. UU..
Aunque solo se construyeron tres conjuntos NW, sirvió para introducir a NRC y REL a la construcción de radares y sus lecciones se pusieron en práctica en el primer radar a bordo de barcos canadienses, CSC, «Canadian Submarine Control».

### Citas
1. 1 2 3 4 5 6 7 8  NRC, 1948, p. 19.
2. 1 2 3 4 5  Middleton, 1981, p. 47.
3. 1 2  Merklinger, 2009, p. 103.
4. ↑  NRC, 1948, pp. 19–20.
5. ↑  NRC, 1948, p. 20.